# Menhir de la Limouzinière

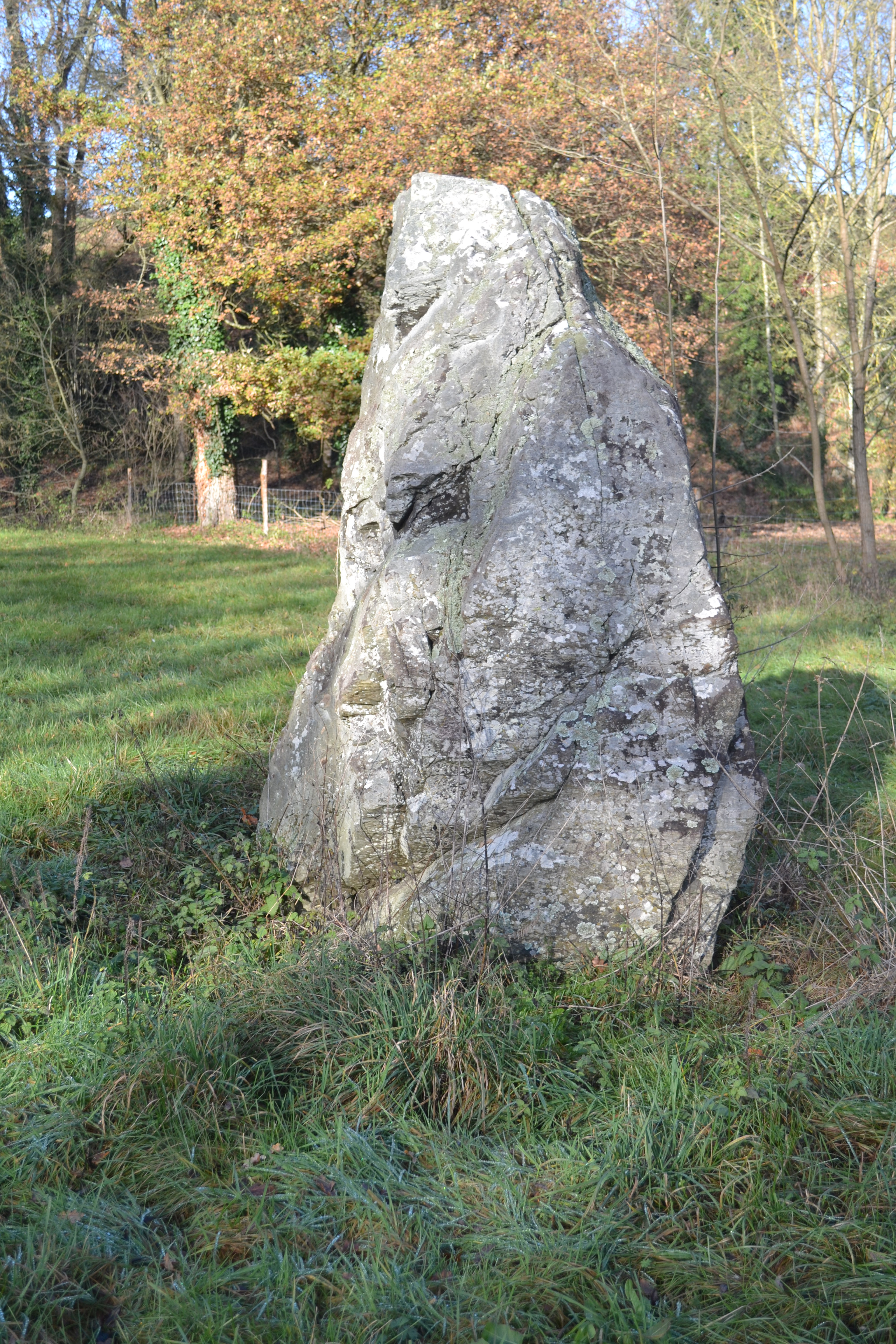
Menhir de la Limouzinière

Der Menhir de la Limouzinière befindet sich am Ortsrand von Chauché, nordöstlich von La Roche-sur-Yon in einer Schleife des Flusses La Petite Maine im Département Vendée in Frankreich.
Der Menhir aus grauem Sandstein ist etwa 2,5 m hoch. Das Grundstück, auf dem er, östlich des Flusses steht, heißt „Champ-aux-Pierres“ (deutsch „Feld der Steine“) und ein Bauernhof in der Nähe heißt „La Pierre“ (deutsch „die Steine“). Geschliffene Steinäxte wurden im benachbarten „Champ des Vieilleries“ aufgesammelt und werden im Museum Dobrée in Nantes aufbewahrt.
Der Menhir wurde im Jahre 1984 als Monument historique eingestuft.